# Attila Ungvári
Attila Ungvári (Cegléd, 25 de octubre de 1988) es un deportista húngaro que compite en judo. Su hermano Miklós compitió en el mismo deporte.
En los Juegos Europeos de Minsk 2019 obtuvo una medalla de bronce en la categoría de –81 kg. Ganó tres medallas de bronce en el Campeonato Europeo de Judo entre los años 2010 y 2022.

## Palmarés internacional
| Juegos Europeos    | Juegos Europeos     | Juegos Europeos   | Juegos Europeos |
| Año                | Lugar               | Medalla           | Categoría       |
| ------------------ | ------------------- | ----------------- | --------------- |
| 2019               | Minsk (Bielorrusia) | Medalla de bronce | –81 kg          |
| Campeonato Europeo |                     |                   |                 |
| Año                | Lugar               | Medalla           | Categoría       |
| 2010               | Viena (Austria)     | Medalla de bronce | –73 kg          |
| 2019               | Minsk (Bielorrusia) | Medalla de bronce | –81 kg          |
| 2022               | Sofía (Bulgaria)    | Medalla de bronce | –81 kg          |